# Luther (Unternehmen)
Die Luther Rechtsanwaltsgesellschaft mbH (kurz Luther) ist eine deutsche, international tätige Wirtschaftskanzlei mit Standorten in elf deutschen Städten sowie mit Auslandsbüros in Brüssel, London, Luxemburg, Shanghai und Singapur. Sitz der Gesellschaft ist Köln.
Für Luther sind 420 Rechtsanwälte in Deutschland und im Ausland tätig.
Die Kanzlei verfügt über eine eigene Steuerberatungspraxis und war langjährig das deutsche Mitglied von Taxand, einem weltweiten Zusammenschluss unabhängiger Steuerberatungsgesellschaften. Heute gehört Luther dem von der Kanzlei mitgegründeten Netzwerk unyer an.

## Geschichte
1992 wurde die Krüger und Partner Rechtsanwaltsgesellschaft mbH durch Partner von Arthur Andersen gegründet. 1995 folgte eine Umgründung in die Freihalter Krüger und Partner Rechtsanwaltsgesellschaft mbH. 1998 wurde die Umfirmierung zur Andersen Freihalter Rechtsanwaltsgesellschaft mbH vollzogen. 2000 fusionierte Andersen Freihalter mit der renommierten wirtschaftsrechtlichen Sozietät Luther & Partner in Hamburg und Berlin, welche 1950 von dem Anwalt Martin Luther (1906–1985) in Fortführung seiner zuvor seit 1933 in Berlin ausgeübten Anwaltspraxis gegründet worden war. Martin Luther war Mitbegründer eines Formularkommentars zum Aktienrecht (heute Happ, Aktienrecht) und hatte an der Londoner Schuldenkonferenz mitgewirkt. Zudem prägte er als Autor und Schiedsrichter die deutsche Schiedsgerichtsbarkeit nach dem Zweiten Weltkrieg wesentlich mit.
Infolge der Fusion von Luther&Partner mit Andersen Freihalter firmierte die Gesellschaft als Andersen Luther Rechtsanwaltsgesellschaft mbH. Auch an den Standorten Essen und Leipzig geht die Kanzlei auf historisch gewachsene lokale Anwaltskanzleien zurück, die sich der Gesellschaft anschlossen. Im Jahr 2001 verließen u. a. Wilhelm Happ und Martin Luther, der Sohn des Kanzleigründers, die Kanzlei und gründeten die leicht zu verwechselnde Kanzlei HappLuther Rechtsanwaltsgesellschaft mbH in Hamburg, von der sich in 2006 dann wieder ein dreiköpfiges Team Luther anschloss. 2002 schloss sich die Gesellschaft mit Menold & Aulinger zur Luther Menold Rechtsanwaltsgesellschaft mbH zusammen, bevor 2005 die Gesellschaft zur Luther Rechtsanwaltsgesellschaft mbH umfirmierte.

## Standorte
Das Unternehmen betreibt folgende Standorte im In- und Ausland: Berlin, Düsseldorf, Essen, Frankfurt am Main, Hamburg, Hannover, Köln, Leipzig, München, Stuttgart, Brüssel (Belgien), London (England), Luxemburg, Shanghai (China), Singapur.